# Il codice del babbuino
Il codice del babbuino è un film del 2018 diretto da Denis Malagnino e Davide Alfonsi.

## Trama
Dopo aver scoperto il cadavere di una donna vittima di stupro, Tiberio con l'aiuto di Denis si proclama giustiziere privato e si mette così sulle tracce dei colpevoli.

## Distribuzione
Il film è stato distribuito nelle sale cinematografiche italiane dal 17 maggio 2018.

## Accoglienza
Marzia Gandolfi di Mymovies valuta il film con 3 stelle su 5 affermando: "Ambientato a Guidonia, affondato nell'Agro romano e armato di un impianto mitologico, il noir rurale e nomade di Denis Malagnino e Davide Alfonsi si confronta con spazi di rovina, convertendo i limiti della provincia italiana in spazi di conquista. Ribadendo con impeto crudo la centralità della periferia". Maurizio Acerbi de Il Giornale accoglie positivamente il film affermando che si tratta di "un film periferico, come la sua ambientazione, ma reale, sincero, che non fa sconti".